# El Calvario (Meta)
El Calvario es un municipio ubicado al norte del departamento del Meta, en el centro de Colombia. Dista a 66 km al norte de Villavicencio, 37 km de Guayabetal al noroeste y 100 km al sur de Bogotá.

## División Político-Administrativa
Además de su cabecera municipal, El Calvario tiene bajo su jurisdicción los siguientes centros poblados:
- Montfront.
- San Francisco.

## Geografía
Está ubicado en zona de páramos que alimentan lagunas que abastecen a Bogotá y Villavicencio.

### Límites del municipio
El Calvario está delimitado por los municipios de su propio departamento, excepto con la provincia de Oriente al occidente en Cundinamarca.
| Noroeste: Fómeque ( Cundinamarca) (Parque nacional natural Chingaza) | Norte: San Juanito | Nordeste: San Juanito (Río Guatiquía) |
| Oeste: Quetame ( Cundinamarca)                                       |                    | Este: Restrepo                        |
| Suroeste: Guayabetal ( Cundinamarca)                                 | Sur: Villavicencio | Sureste: Restrepo                     |

### Hidrografía
Por esta población corren los ríos Guatiquía, Santa Bárbara, Quebrada Honda, La Colorada, El Carmen, La Sapa, La Panela, y La Guatijas.

### Terremotos
Esta pequeña población es una de las localidades más sismológicas de Colombia, ya que fue el epicentro de un terremoto que afectó a la ciudad de Bogotá en 2008 con una magnitud 5,5. Dejó 34 víctimas, ocasionadas principalmente por las características de las construcciones del municipio.
En el 2023 y con una magnitud de 6,1, nuevamente esta población fue el epicentro de otro terremoto que se sintió en Bogotá y en gran parte del país.

## Educación
Además del colegio Juan Bautista Arnaud, en la inspección de San Francisco se encuentra la Institución Educativa Agropecuaria Simón Bolívar, que cuenta con especialidades del medio ambiente como manejo en explotaciones agrícolas y pecuarias, y manejo en técnico de viveros con internados para hombres y mujeres.

## Economía
La economía del municipio de El Calvario se basa principalmente en la producción agropecuaria y siembra de fríjol, mora y lulo.

### Sector pecuario
La ganadería bovina es la más importante, con un inventario aproximado de 5.110 cabezas, de las cuales 1.080 son reses de ordeño que producen un promedio diario de 6.616 litros de leche.[¿cuándo?]

### Sector agrícola
Por hectáreas sembradas y por tonelaje recogido sobresalen los cultivos de fríjol, maíz, caña de azúcar, yuca, café y plátano.

### Sitios turísticos
Este municipio tiene como principal interés las majestuosas caídas de agua que caracterizan el paisaje andino.

## Movilidad
A El Calvario se llega por la Ruta Nacional 40 desde Bogotá y Villavicencio hasta Guayabetal, donde se encuentra el caserío de Monterredondo y se toma una vía terciaria al oriente, ascendiendo de sur a norte hasta el casco urbano calvariuno.